# ジブラルタル湾
ジブラルタル湾（Bay of Gibraltar もしくは Gibraltar Bay）またはアルヘシラス湾（Bahía de Algeciras）は、イベリア半島南端にある湾である。南北約10キロメートル、東西約8キロメートルで、面積は約75キロメートル2で、湾中央部の水深は約400メートルである。南部がジブラルタル海峡や地中海に開けている。
海岸沿いには集落が密集している。西から東に、スペインのアルヘシラス、ロス・バリオス、サン・ロケ、ラ・リネア、イギリスの海外領土のジブラルタルがある。海岸線の大部分はスペイン領であり、湾の東側半分はジブラルタルによって領有権が主張されている。湾の東側の入口はジブラルタルのエウローパ岬であり、エウローパ岬灯台が存在する。湾の西側の入口はアルヘシラス西部であり、プンタ・カルネロ灯台が存在する。

## 経済

### 観光業
湾はいくつかの種のイルカ、特にマイルカ、ハンドウイルカ、スジイルカの繁殖地域であり、また何種かの移住性のクジラが湾を訪れる。アルヘシラスまたはジブラルタルからのホエールウォッチングツアーは観光客に人気がある。
その他の主要な観光資源はスクーバダイビングである。この地域は第二次世界大戦中に墜落したアブロ・シャクルトン（洋上哨戒機）やM4中戦車などの残骸や遺物が豊富であり、フェニキア人や古代ローマ時代の船の錨などもある。

### 工業
湾周辺の地域は、サン・ロケ付近の大規模な石油化学基地（例えばCEPSA製油所やAcerinoxステンレス鋼製造所など）などや、アルヘシラス・ジブラルタルそれぞれの港湾などで工業化が進んでいる。湾の海域は大小様々な船舶、特に石油タンカーや貨物船などに使用されている。石油燃料の補給活動も頻繁に行なわれている。

## 歴史

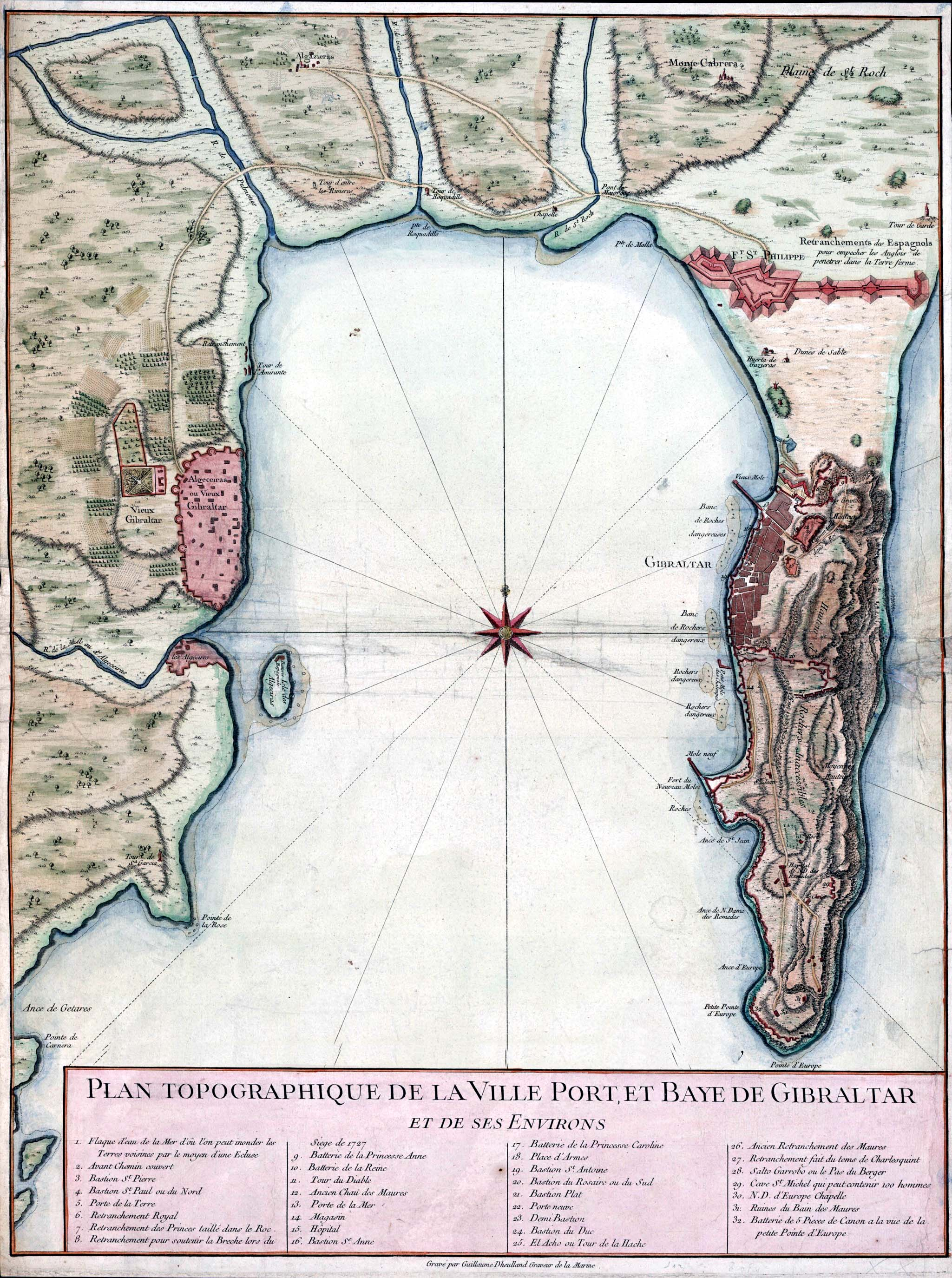
ジブラルタルとジブラルタル湾の宣伝地図（1750年頃）

ジブラルタル湾周辺には数千年前から人が住んでおり、湾自体は少なくとも3000年前から商業船が使用していた。ジブラルタル周辺にはフェニキア人の集落があったと信じられており、現在のアルヘシラスの場所には古代ローマ人がポルトゥス・アルバ（白い港）という町を建設した。中世から近代初期にはムーア人やスペイン人なども海岸沿いに集落を建設し、ジブラルタルは要塞化して戦略性の高い港となったが、1704年にイングランドによって陥落した。地中海の入口というジブラルタル湾の戦略上重要な位置は、何世紀にも渡って多くの諍いを引き起こした。湾はジブラルタルの海戦（1607年）やアルヘシラスの戦い（1801年）など主要な海戦の舞台となった。第二次世界大戦中、イタリア軍はジブラルタル港に停泊中のイギリス艦隊を沈めるため、アルヘシラスから人間魚雷を発射し、ライオネル・クラブ司令官の活動は成功も収めた。
近年にはジブラルタル湾において、スペインとジブラルタル（イギリスの海外領土）の間で永続的な論争が行われている。スペインはジブラルタル港周辺のわずかな領域におけるイギリスの主権を認知していないと主張しているが、イギリスはジブラルタル周辺で、湾の中央部に境界がある通常の3海里（5.6キロメートル）の範囲を領土と主張している。特にスペインの漁業者が不法にジブラルタルの領海で操業した問題から、スペイン・ジブラルタル間の緊張状態が高まった。両者が領海を規定する国連海洋法条約に署名し、条約に義務を負った。1998年にスペイン人漁業者が王立ジブラルタル警察に逮捕されると、現在もこの地域でのオデッセイ・マリーン・エクスプロレイションの活動がフロリダ州の裁判所で争われているものの、問題の大部分は沈静化している。

## ギャラリー

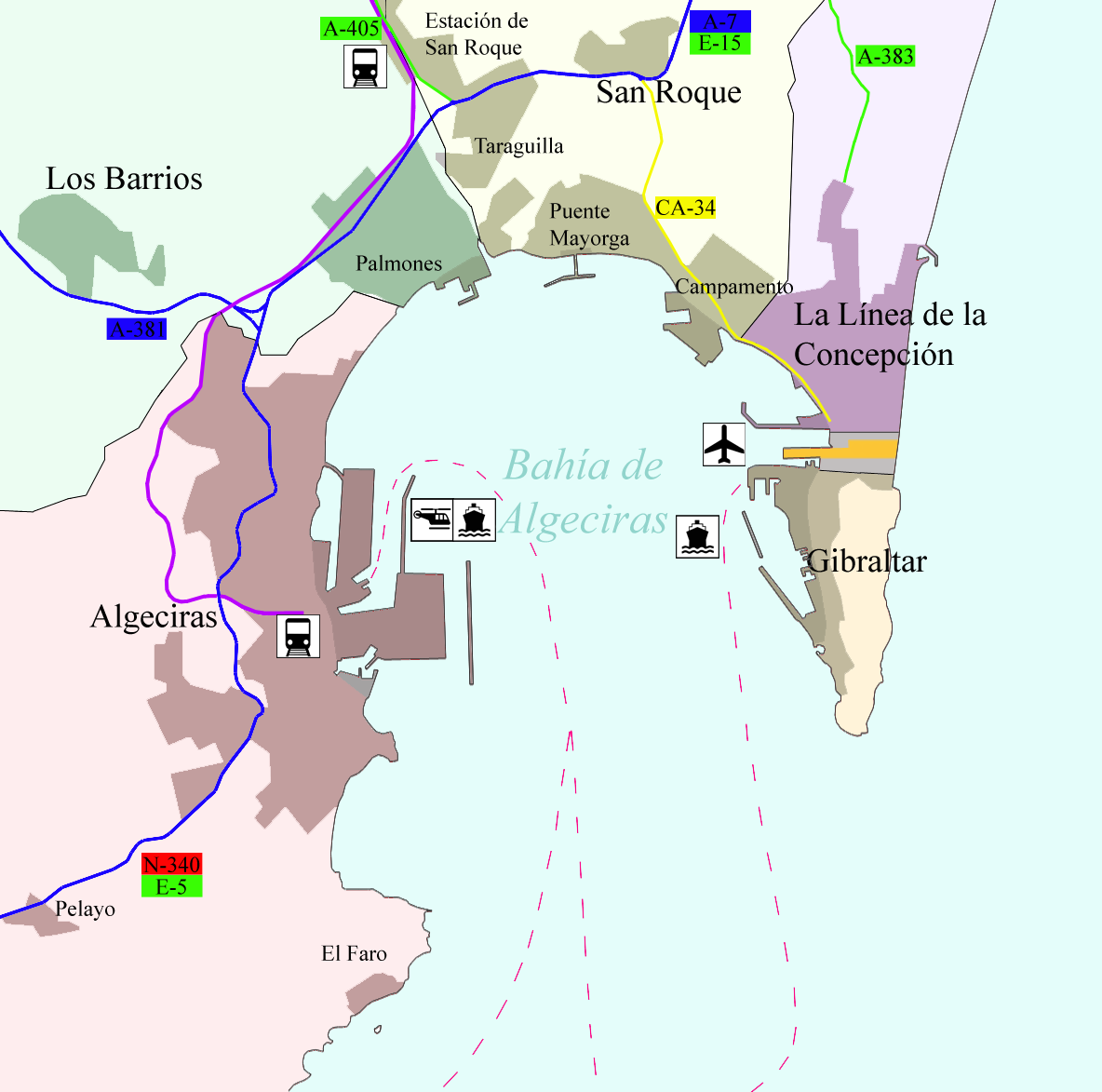
都市的地域と湾周辺の交通網の地図
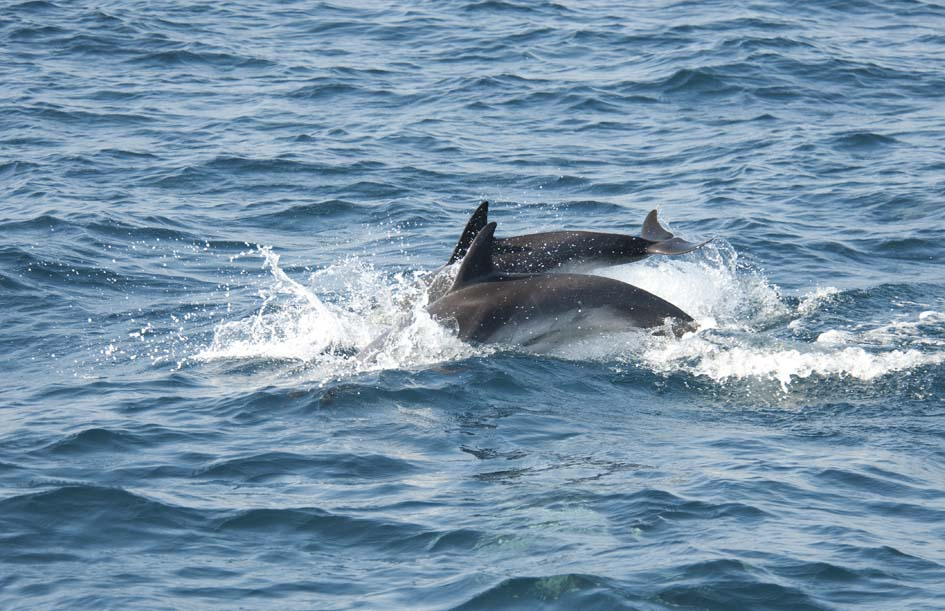
ジブラルタル地域のマイルカ
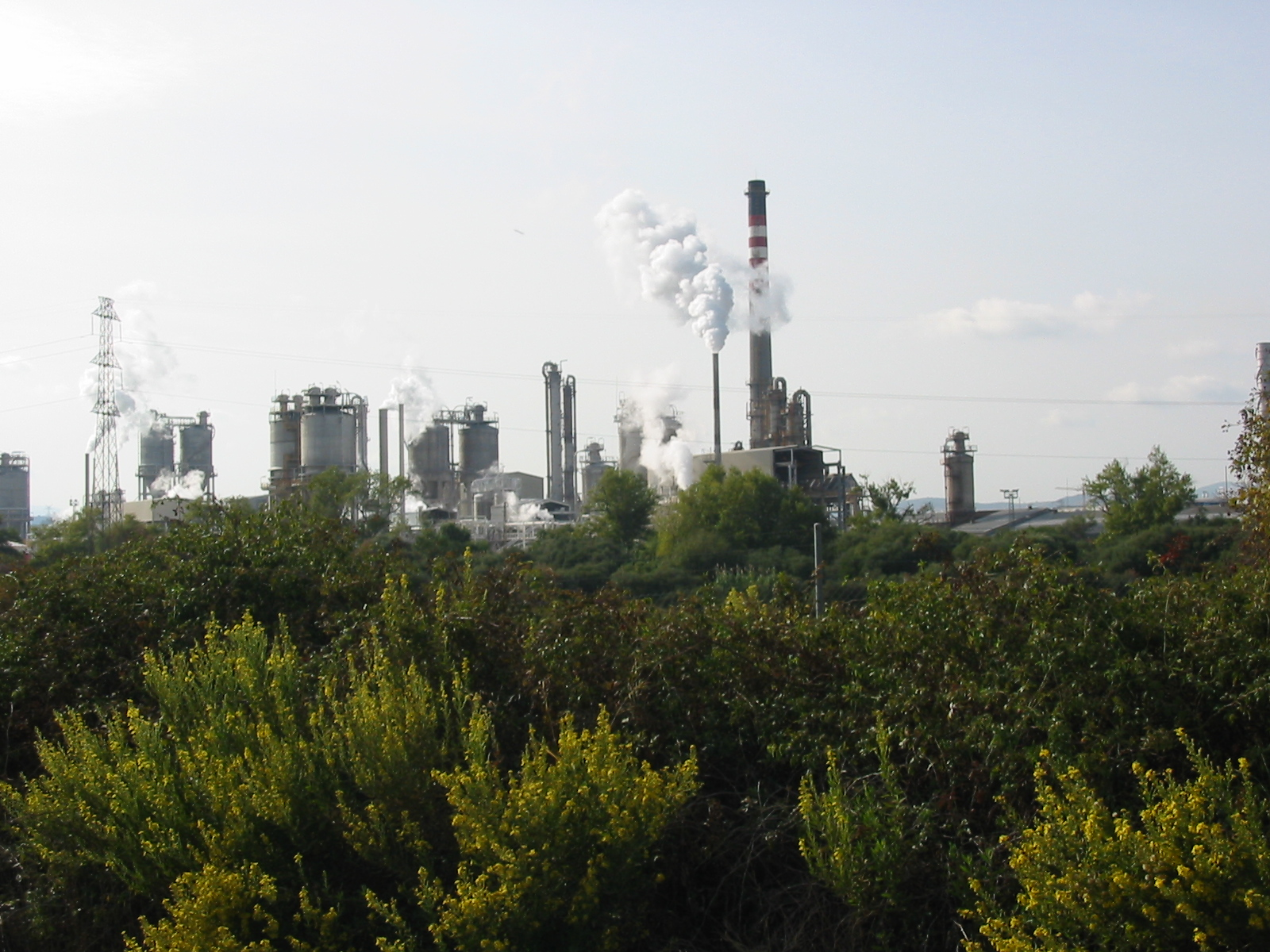
サン・ロケのCEPSA製油所